# Sorbus wilmottiana
Sorbus wilmottiana är en rosväxtart som beskrevs av Edmund Frederic Warburg. Sorbus wilmottiana ingår i släktet oxlar, och familjen rosväxter. IUCN kategoriserar arten globalt som akut hotad. Inga underarter finns listade i Catalogue of Life.